# Alfred M. Bloch
Alfred M. Bloch (* 1904 in Weiden, Bayern; † 11. Mai 1979) war ein deutsch-britischer Ingenieur.

## Leben und Tätigkeit
Nach dem Schulbesuch studierte Bloch an der Technischen Hochschule in München, wo er einen Doktorgrad im Bereich Ingenieurwesen erwarb. Von 1929 bis 1933 war er als Assistent für angewandte Mechanik an dieser Hochschule beschäftigt. Außerdem arbeitete er bei der Reichsbahn in München, wo er ein fortschrittliches Signalweiterleitungssystem entwickelte.
Nach der Machtergreifung der Nationalsozialisten im Frühjahr 1933 wurde Bloch aufgrund seiner jüdischen Abstammung aus dem Universitätsleben verdrängt. Er siedelte 1934 nach Dublin über, wo er am Trinity College forschte. Zu dieser Zeit erfand er ein Gerät zur Messung der Oberflächenwiderstandsströmung (Surface resistance strain). 1936 wechselte er zu General Electric und war dort bis 1964 als Elektroingenieur tätig.
Von den nationalsozialistischen Polizeiorganen wurde Bloch Ende der 1930er Jahre als Staatsfeind eingestuft: Im Frühjahr 1940 setzte das Reichssicherheitshauptamt in Berlin ihn auf die Sonderfahndungsliste G.B., ein Verzeichnis von Personen, die im Falle einer erfolgreichen deutschen Invasion Großbritanniens durch die Sonderkommandos der SS-Einsatzgruppen mit besonderer Priorität ausfindig gemacht und verhaftet werden sollten.
Von 1939 bis 1942 war er als Enemy Alien interniert.
1966 wurde Bloch, dessen Spezialgebiet hochfrequente Schwingungen waren, zum beigeordneten Dozenten für Elektroingenieurswesen (Associate Reader) an der Brunel University ernannt. 1977 erhielt er die Ehrendoktorwürde dieser Universität.